# 観乃ひろみ
観乃 ひろみ（かんの ひろみ、1977年5月20日 -）は、日本のAV女優。バルドエージェンシー所属。
趣味はネイルアート。

## 出演作品

### アダルトビデオ
2005年
- 奴麗熟女 観乃ひろみ（32歳）の章（9月15日、フォーエバー）

2006年
- 人妻奴隷緊縛愛奴4時間 弐　(5月26日、フラットコーポレーション）
- 奴麗熟女 完全版（7月15日 フォーエバー）

2007年
- 巨乳OL健康診断2（2月19日 クロス）
- ケバケバ艶女（9月25日 ジャネス）
- 美熟女・見つめて濃厚接吻手コキ（9月25日 ジャネス）
- 平成ハメ時熟女 ひろみ（10月5日　虎堂）
- 美熟れた女のセンズリ鑑賞 3（11月25日 ジャネス）

2008年
- B.Bボーイズに目覚めちゃった僕。（1月23日 アロマ企画）
- 奥さんの生パンティの脇からチ○ポ差し込んでそのまま発射 2（1月25日　アロマ企画）
- 近親相姦 馬乗り義母の手ほどき（5月20日 NEXT GROUP）
- 月刊近親相姦大全集 第二十二巻（12月20日 NEXT GROUP）